# 姜受延
姜受延（韓語：강수연，1966年8月18日—2022年5月7日）韓國女演員。憑藉林權澤執導的電影《借種》（1987年）和《揭諦揭諦波羅揭諦》（1989年）分別在威尼斯影展和莫斯科電影節等國際電影節摘得影后桂冠，躍升國際明星，被韓國譽為「元祖世界明星」，並蟬聯三屆大鐘獎女主角獎。
2022年5月5日，因腦出血而心跳停止，緊急送醫接受治療，7日下午宣告不治，終年55歲，並於5月11日出殯。2023年上線的Netflix原創電影《靜_E》成為其遺作。年度女性電影人獎為紀念她，設立了「姜受延獎」。

## 職涯
1971年以TBC第一期專屬兒童演員身份出道，同時參與舞台劇的演出，於1980年代初期至中期作為童星擁有相當高的人氣。1980年因言論統廢合，TBC併入KBS而轉移活動陣地，1983年主演電視劇《高校生日記》獲得好評，成為當時的青春偶像代表人物之一。1980年代中後期開始，褪去童星形象，走在韓國電影界的最前線。
1987年以林權澤執導的電影《借種》獲得第44屆威尼斯影展沃爾庇杯最佳女演員獎，是韓國影人首次於三大影展斬獲獎項，也是第一位獲得威尼斯影展的亞洲女演員。由於行程繁忙，加上對獲獎不抱期望的電影振興公社未邀她出席，因此姜受延並未參加該屆影展，未能親自領獎。媒體起初只關注片中的床戲與裸露橋段，獲獎後演技才開始受到注目。同年，前往臺灣拍攝由中央電影公司推出的電影《落山風》。1989年7月，同林權澤導演與電影振興公社社長金東虎出發前往蘇聯參加莫斯科電影節，憑藉剃髮演出的電影《揭諦揭諦波羅揭諦》獲得最佳女演員獎。
2001年至2002年間，以當時最高單集片酬500萬韓元回歸小螢幕，主演SBS大河劇《女人天下》，扮演在歷史上被稱作妖女之一的鄭蘭貞。該劇獲得不錯的迴響，單集收視最高達49.9%，全劇150集的平均收視為33.9%，姜受延於該年底和同劇演員錢忍和共同奪得SBS演技大獎中最高殊榮的大賞。
除了演員工作，她也投身各類電影活動。1989年接任第3屆東京國際電影節評審委員，1991年受邀擔任莫斯科影展的評審，1997年被選定為第1屆富川國際奇幻電影節宣傳大使，1999年擔任第3屆富川國際奇幻電影節評審委員。
姜受延與釜山國際電影節頗具淵源，1996年擔任第1屆評審委員，1998年至1999年間擔任執行委員，2000年再度擔任評審委員，2009年受邀接任首屆「Flash Forward」單元評審委員。由於電影節與釜山市政府發生衝突，2015年7月被選任為共同執行委員長，致力化解電影節的困境，然而最終還是因和電影節事務局產生溝通上的問題與歧見，於2017年舉辦完第22屆後辭去職務，期間支持並配合檢方調查政府進行政治報復的行徑。

## 逝世
2022年5月5日，因頭部不適向家人求救，醫護於下午5點48分抵達位在首爾特別市江南區狎鷗亭洞的住宅時，姜受延已陷入昏迷且心搏停止，被施予心肺復甦術後，送往道谷洞的江南世福蘭斯醫院救治，研判是腦出血所致，並入住加護病房。薛耿求等影人於第58屆百想藝術大獎上為姜受延集氣，但經過治療仍未恢復意識，7日下午3點55分宣告死亡，終年55歲。
韓國影壇隨後組成治喪委員會，由金東虎擔任葬禮委員長，金芝美、朴重勳、孫淑、申榮均、鄭智泳、安聖基與林權澤等11人擔任顧問，康祐碩、姜帝圭、姜惠貞、劉慶秀、柳承完、明桂南、文盛瑾、文素利、閔奎東、方銀珍、裴昶浩、邊永姝、奉俊昊、薛景求、梁益準、延尚昊、芮智媛、劉智泰、尹濟均、李炳憲、李長鎬、李滄東、張善宇、全道嬿、鄭雨盛與崔東勳等49人擔任委員。
5月11日在首爾逸院洞的三星醫療院舉行告別式，由電影振興委員會的官方YouTube頻道進行直播，劉智泰擔任告別式司儀，金東虎、林權澤、文素利、薛景求與延尚昊等影人發表追悼辭，並由薛景求、鄭雨盛與劉慶秀等人抬棺。其他弔唁的影人還包括高洙、金奎吏、金旻鍾、金甫娟、金錫勛（表弟）、金亞中、金侖珍、金學喆、金賢珠、金憓秀、文瑾瑩、朴素淡、朴海日、沈恩敬、安妍紅、梁東根、嚴正化、芮秀貞、柳海真、李美妍、李甫姬、李順載、李沇熹、李惠淑、張慧珍、全盧民、錢忍和、鄭普碩、鄭雄仁、鄭有美、鄭俊鎬、崔明吉與韓藝璃、都知嫄、秋瓷炫、等等閨蜜摯友等，楊貴媚與蔡明亮等海外影人則以影片致哀。姜受延的遺體最終在首爾追慕公園火化，葬於京畿道的龍仁追慕公園與父母親合葬。

## 演出作品

### 電視劇
- 1976年：TBC《機靈鬼的冒險》飾演 小可愛[50]
- 1979年：TBC《來自天國的信》[51]
- 1979年：TBC《鰲城與漢陰》
- 1980年：TBC《花花公子蔣英實》
- 1982年：KBS《風雲》飾演 明成皇后（童年）
- 1982年：KBS《月暈》
- 1983年：KBS《高校生日記》飾演 劉賢秀
- 1984年：KBS《所愛的人》
- 1985年：MBC《媽媽的房間》
- 1986年：KBS《梨花月白》
- 1986年：KBS《TV文學館－野布穀鳥》
- 1987年：KBS《TV文學館－純金燭臺》
- 2001年：SBS《女人天下》飾演 鄭蘭貞
- 2007年：MBC《文熙》飾演 文熙

### 電影
- 1976年：《我要告白》
- 1977年：《星星3兄弟》飾演 映熙
- 1977年：《我也不懂我的心》
- 1978年：《媽媽去哪了》飾演 善雅
- 1978年：《不再悲傷》飾演 朴美娜
- 1978年：《鴿子的合唱》
- 1979年：《血統》
- 1979年：《來自天國的信》飾演 美京
- 1980年：《最後的密愛》
- 1982年：《芝麻鹽與章魚妹》飾演 芝麻鹽（茱莉）
- 1983年：《約定的女子》飾演 京雅
- 1985年：《W的悲劇》飾演 惠美
- 1985年：《捕鯨獵人2》飾演 映熙
- 1987年：《我們現在去日內瓦》飾演 順娜
- 1987年：《甘藷》飾演 福女
- 1987年：《借種》飾演 玉女
- 1987年：《美美與哲秀的青春素描》飾演 美美
- 1987年：《桃花》飾演 桃花
- 1987年：《燕山君》飾演 張綠水
- 1988年：《美莉、瑪莉、雨莉與斗莉》飾演 雨莉
- 1988年：《業》飾演 九山嬸
- 1988年：《落山風》飾演 素碧[52][53]
- 1989年：《揭諦揭諦波羅揭諦》飾演 順女
- 1989年：《在那很久之後》飾演 鮮于秀美
- 1990年：《展翅墜落》飾演 允珠
- 1991年：《柏林別戀》飾演 瑪莉·艾倫（映熙）
- 1991年：《通往賽馬場的路》飾演 J
- 1992年：《你心中的藍色》飾演 幼琳
- 1993年：《西域情懷》飾演 智秀
- 1993年：《那女人，那男人》飾演 銀
- 1994年：《玫瑰之日》飾演 在熙
- 1995年：《像犀牛角般獨行》飾演 惠婉
- 1996年：《至毒的愛情》飾演 映熙
- 1997年：《愛情陷阱》飾演 張恩英
- 1997年：《深深的悲傷》飾演 吳恩書
- 1998年：《處女們的晚餐》飾演 好靜
- 1999年：《冬日變奏曲》飾演 靜華
- 2003年：《變態輪迴》飾演 吳賢珠／山興1
- 2006年：《韓半島風雲》飾演 明成皇后
- 2007年：《黑地的少女》（特別演出）
- 2011年：《汲取月光》飾演 志媛
- 2011年：《陽光姊妹淘》（特別演出）
- 2012年：《電影圈》（紀錄片）
- 2013年：《評審中，勿打擾》飾演 自己（短片）
- 2023年：《靜_E》飾演 尹書玄

## 獲獎經歷
| 年份   | 頒獎典禮                   | 獎項                      | 作品                 | 結果 | 附註                 |
| ------ | -------------------------- | ------------------------- | -------------------- | ---- | -------------------- |
| 1984年 | 第20屆韓國演劇電影TV藝術獎 | TV部門 新人演技獎         | 《高校生日記》       | 獲獎 |                      |
| 1987年 | 第7屆韓國電影評論家協會獎  | 特別獎（演技）            | 《借種》             | 獲獎 | [ 54 ]               |
| 1987年 | 第44屆威尼斯電影節         | 沃爾庇杯最佳女演員獎      | 《借種》             | 獲獎 | [ 55 ] [ 56 ]        |
| 1987年 | 第26屆大鐘獎               | 女主角賞                  | 《甘藷》             | 提名 | [ 57 ] [ 58 ]        |
| 1987年 | 第26屆大鐘獎               | 女主角賞                  | 《我們現在去日內瓦》 | 獲獎 | [ 57 ] [ 58 ]        |
| 1987年 | 第26屆大鐘獎               | 女主角賞                  | 《燕山君》           | 提名 | [ 57 ] [ 58 ]        |
| 1989年 | 第27屆大鐘獎               | 女主角賞                  | 《揭諦揭諦波羅揭諦》 | 獲獎 | [ 59 ]               |
| 1989年 | 第9屆韓國電影評論家協會獎  | 女子演技賞                | 《揭諦揭諦波羅揭諦》 | 獲獎 | [ 60 ]               |
| 1989年 | 第16屆莫斯科電影節         | 最佳女演員                | 《揭諦揭諦波羅揭諦》 | 獲獎 | [ 13 ]               |
| 1989年 | 第21屆大韓民國文化藝術獎   | 玉冠文化勳章              | 玉冠文化勳章         | 獲獎 | [ 61 ]               |
| 1990年 | 第28屆大鐘獎               | 女主角賞                  | 《展翅墜落》         | 獲獎 | [ 4 ]                |
| 1990年 | 第26屆百想藝術大賞         | 電影部門 女子人氣賞       | 《展翅墜落》         | 獲獎 | [ 62 ]               |
| 1990年 | 第10屆韓國電影評論家協會獎 | 女子演技賞                | 《展翅墜落》         | 獲獎 | [ 63 ]               |
| 1992年 | 第28屆百想藝術大賞         | 演技賞                    | 《通往賽馬場的路》   | 獲獎 | [ 64 ]               |
| 1992年 | 第30屆大鐘獎               | 女主角賞                  | 《通往賽馬場的路》   | 提名 | [ 65 ]               |
| 1992年 | 第13屆青龍電影獎           | 女主角賞                  | 《通往賽馬場的路》   | 獲獎 | [ 66 ]               |
| 1992年 | 第3屆春史電影獎            | 最佳女主角                | 《通往賽馬場的路》   | 獲獎 | [ 67 ]               |
| 1993年 | 第17屆黃金攝影獎           | 人氣女演員賞              | 《你心中的藍色》     | 獲獎 |                      |
| 1993年 | 第31屆大鐘獎               | 女主角賞                  | 《你心中的藍色》     | 提名 | [ 68 ] [ 69 ] [ 70 ] |
| 1993年 | 第31屆大鐘獎               | 女主角賞                  | 《西域情懷》         | 提名 | [ 68 ] [ 69 ] [ 70 ] |
| 1993年 | 第31屆大鐘獎               | 人氣賞                    | 人氣賞               | 獲獎 | [ 71 ]               |
| 1993年 | 第14屆青龍電影獎           | 女主角賞                  | 《你心中的藍色》     | 提名 | [ 72 ]               |
| 1993年 | 第14屆青龍電影獎           | 人氣明星賞                | 《你心中的藍色》     | 獲獎 | [ 73 ]               |
| 1994年 | 第32屆大鐘獎               | 最高人氣演員賞            | 《玫瑰之日》         | 獲獎 | [ 74 ]               |
| 1994年 | 第30屆百想藝術大賞         | 電影部門 人氣賞           | 《那女人，那男人》   | 獲獎 | [ 75 ]               |
| 1994年 | 第15屆青龍電影獎           | 女主角賞                  | 《玫瑰之日》         | 提名 | [ 76 ]               |
| 1995年 | 第33屆大鐘獎               | 人氣賞                    | 人氣賞               | 獲獎 | [ 77 ] [ 78 ]        |
| 1995年 | 第16屆青龍電影獎           | 女主角賞                  | 《像犀牛角般獨行》   | 提名 | [ 79 ]               |
| 1996年 | 第17屆青龍電影獎           | 女主角賞                  | 《至毒的愛情》       | 提名 | [ 80 ]               |
| 1997年 | 第35屆大鐘獎               | 女主角賞                  | 《至毒的愛情》       | 提名 | [ 81 ] [ 82 ]        |
| 1997年 | 第2屆韓中青年學術賞        | 藝術部門 學術賞           | 藝術部門 學術賞      | 獲獎 | [ 83 ] [ 84 ]        |
| 1999年 | 第9屆夕張國際奇幻電影節    | 美麗精神賞                | 美麗精神賞           | 獲獎 | [ 85 ]               |
| 1999年 | 第20屆青龍電影獎           | 女主角賞                  | 《冬日變奏曲》       | 提名 | [ 86 ]               |
| 2000年 | 第37屆大鐘獎               | 女主角賞                  | 《冬日變奏曲》       | 提名 | [ 87 ]               |
| 2000年 | 第36屆百想藝術大賞         | 電影部門 女子最優秀演技賞 | 《冬日變奏曲》       | 獲獎 | [ 88 ]               |
| 2001年 | SBS演技大賞                | 大賞                      | 《女人天下》         | 獲獎 | [ 16 ]               |
| 2001年 | SBS演技大賞                | 十大明星賞                | 《女人天下》         | 獲獎 | [ 16 ]               |
| 2001年 | 第14屆畫梅獎               | 最優秀女演員賞            | 《女人天下》         | 獲獎 |                      |
| 2015年 | 第16屆年度女性電影人獎     | 年度女性電影人賞          | 年度女性電影人賞     | 獲獎 | [ 89 ]               |
| 2022年 | 大韓民國大眾文化藝術獎     | 銀冠文化勳章              | 銀冠文化勳章         | 獲獎 | [ 90 ]               |
| 2022年 | 第9屆韓國電影製作人協會獎  | 特別功勞獎                | 特別功勞獎           | 獲獎 | [ 91 ]               |
| 2022年 | 第23屆年度女性電影人獎     | 功勞獎                    | 功勞獎               | 獲獎 | [ 92 ]               |

## 外部連結
- 姜受延在韩国电影数据库（KMDb）上的資料（韓語）
- 姜受延在互联网电影资料库（IMDb）上的資料（英文）
- 姜受延 （页面存档备份，存于）在NAVER上的資料
- 姜受延官網